# 竜血
竜血（りゅうけつ）とは、古来洋の東西を問わず、貴重品として取り引きされ、薬用やさまざまな用途に用いられてきた、赤みを帯びた固形物質のこと。
とはいえ、実際にはさまざまなが名称あり、それらが複数の物質を指すために使われてきている。この事情がやや錯綜しており、項目をいくつかに分割するのも難しい。
複数の物質とは、おもに以下のとおり。
1. リュウゼツラン科ドラセナ属に属するいわゆる“竜血樹”、すなわち Dracaena cinnabari やDracaena draco などから採れる樹脂のこと。
2. 東南アジア系の“竜血樹”、Dracaena cochinchinensis や Dracaena cambodiana などからとれる樹脂のこと。
3. ボルネオ島、スマトラ島などで採れる籐の一種、ヤシ科ヒメトウ属（キリンケツ属）・キリンケツヤシ (Daemonorops draco) の果実を加工したもの。現地名は jernang（ジュルナン）。
4. 鉱物の一種・辰砂、英名 cinnabar。

- Dracaena cinnabari
ソコトラ島特産種。
上記 1. に該当。
- Daemonorops draco
draco は「竜」の意味。上記 3. に該当。
- 辰砂。上記 4。

呼称については下の解説の中でふれることとするが、呼称に言及するときにも呼称がないと不便なので、ある種のメタ呼称として“竜血”の語を用いることとする。

## 西洋における“竜血”
紅海の入り口の東、インド洋の西端に浮かぶソコトラ島は、遅くともプトレマイオスの時代には、古代世界の重要な貿易中継地であった。島は乾燥した岩山ばかりで農業はほとんど成り立たなかったが、唯一とも言える特産品であったのが、世界中でも同島にしか育たないベニイロリュウケツジュ（Dracaena cinnabari）から採れる竜血であった。 1世紀のペリプルス『エリュトゥラー海案内記』にも、同島の特産品として記載が見える。
15世紀には、大西洋・カナリア諸島に赴きリュウケツジュ（Dracaena draco）の竜血を入手した者たちがいたという。
これら2種の“竜血樹”はアフリカをはさんで東と西に遠く離れて分布しているが、同じドラセナ属に属する近縁種である。ほかにも類似の種が各地に分布している。
こうした“竜血樹”の樹皮を傷つけると滲みだしてくる、血のような色をした樹脂を集め、乾燥させてドロップ状にしたものがいわゆる“竜血”であり、アラビア、インド、ギリシアなどの商人の手によって各地に流通してきた。
“竜血”の呼称としては、「竜の血」系の名（ラテン語: sanguis draconis、英語: dragon's blood）と「シナバル」系の名（ 古代ギリシア語: κινναβαρι、ラテン語: cinnabaris、英語: cinnabar）とがあったが、どちらの系統の名も、“竜血樹の竜血”以外に辰砂をも意味したという点には注意が必要である。古くは両者は同じ物質として扱われ、たびたび混同されたという。
なお、現在の英語では“竜血樹の竜血”は dragon's blood、“辰砂”は cinnabar と呼ぶのが一般的である。

### 用途
古代ローマ時代から鎮痛効果や止血のための薬品としても使用されたほか、中世期には染料やラッカーとして用いられ、『赤い金』ともてはやされた時代もあったという。

#### 薬用
傷の手当てなどに外用することもあり、また内服でも用いた。
- ペダニウス・ディオスコリデスの著作にも薬用品としての記述が見られる[1]。
- ソコトラ島の地元民は一種の万能薬として竜血を使用するという[1]。

#### 着色のための用途
- 家具、バイオリンなどの製作において、仕上げ用のワニスに赤みを加える目的で用いられることがある。
- 化学染料以前の時代には赤インクの原料として使用された。

#### その他
- 薫香に練り込んだりボディオイルなどに配合されることがある。
- 中世には錬金術や魔術の用材としても用いられたという[1]。

## 東洋における“竜血”
中国においては「血竭（xuějié; けっけつ）」「麒麟竭（qílínjié; きりんけつ）」などと呼ばれる“竜血”が古くから知られ、漢方にも用いられてきた。
これらの中にソコトラ島産の“竜血”が含まれていたかどうかは不明だが、「1972年に中国国内で“竜血樹”が発見されるまでは、血竭の需要は東南アジアとアフリカからの輸入に頼っていた。アフリカではリュウゼツラン科植物の幹から血竭をとり、2000年以上の歴史がある」とする資料がネット上には見られる。
現在は、Dracaena cochinchinensis（剣葉竜血樹; Cochinchinaはベトナム南部を指す旧称）とDracaena cambodiana（海南竜血樹）の2種がおもに利用され、東南アジアや中国南部で血竭が生産されている。
なお上の資料とやや矛盾するようだが、『本草綱目』には「騏驎竭」として記載があり、さまざまな資料を引いておおむね「松脂のような樹脂の流れてかたまったもの」としていて、これは“竜血樹の竜血”について解説していると見て間違いがないが、蘇頌（本草図経、11世紀）からの引用として「今南蕃諸国及広州皆出之」とする。
しかし同書にはまた別資料からの引用として「此物出於西胡」ともある。
いずれにしても現在の中国で漢方薬、民間薬、その他に利用される“麒麟竭”は、ドラセナ属とは全く別種の植物・キリンケツヤシDaemonorops dracoの実から精製したものが最も多い。
ちなみに、ドラセナ属由来のものとキリンケツヤシ由来のものとを混同しているような様子は全く見られないのだが、とはいえ両者を区別して用いることはあまり行われていないようである。

### 用途

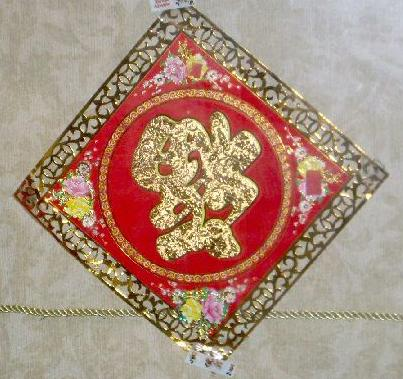
「到福」の紅紙

『本草綱目』によれば“騏驎竭”の主治は「心腹卒痛，金瘡血出，破積血，止痛生肉，去五臟邪気」。“活血の聖薬”であるという。
おもな方剤には七厘散（しちりんさん）などがある。
また民間薬としては創傷、打撲、皮膚癬などに外用することもある。
その他、西洋の竜血と同様に塗料や着色の用途にも用いられる。春節や慶時に使う紅紙（hóngzhǐ; ホンチー）の着色にも用いるという。